# Kiến Châu Nữ Chân
Kiến Châu Nữ Chân (tiếng Trung: 建州女真) là một trong tam đại bộ của người Nữ Chân vào thời nhà Minh. Họ là nhóm cực nam của người Nữ Chân, hai nhóm khác là Dã Nhân Nữ Chân (野人女真) và Hải Tây Nữ Chân (海西女真), họ sinh sống ở các khu vực Mẫu Đơn Giang, Tuy Phân Hà (tức sông Razdolnaya) và Trường Bạch Sơn thuộc tỉnh Cát Lâm ngày nay.